# World Games 2025/Unihockey
Bei den World Games 2025 in Chengdu wurden vom 6. bis 13. August zwei Turniere im Unihockey/Floorball ausgetragen. Austragungsort war das Xindu Xiangcheng Sports Centre.

## Bilanz

### Medaillenspiegel
| Platz  | Land       | Gold | Silber | Bronze | Gesamt |
| ------ | ---------- | ---- | ------ | ------ | ------ |
| 1      | Finnland   | 1    | 1      | –      | 2      |
| 1      | Schweden   | 1    | 1      | –      | 2      |
| 3      | Schweiz    | –    | –      | 1      | 1      |
| 3      | Tschechien | –    | –      | 1      | 1      |
| Gesamt | Gesamt     | 2    | 2      | 2      | 6      |

### Medaillengewinner
| Disziplin | Gold | Silber | Bronze |
| --------- | --- | --- | --- |
| Männer    | SchwedenJon Hedlund Filip Wramdemark Malte Lundmark Albin Sjögren Oskar Weissbach Hampus Nydenfeldt Filip Eriksson Sakarias Ulriksson Linus Holmgren Oscar Magnusson Lindholm Niklas Ramirez Oskar Hovlund Emil Kalentun Måns Parsjö | FinnlandEemeli Salin Oskari Heikkilä Juho Repo Eemeli Akola Miska Mäkinen Markus Laakso Joona Rantala Luukas Hyvärinen Sami Johansson Juuso Ahola Otto Lehkosuo Alpo Laitila Waltteri Vesterinen Oskari Fälden  | TschechienLukáš Punčochář Filip Zakonov Adam Hemerka Adam Zubek Marek Beneš Matěj Havlas Ondřej Němeček Tomáš Hanák Tomáš Jurco Jakub Buršík Adam Delong Filip Langer Josef Rýpar Lukáš Bauer  |
| Frauen    | FinnlandAlma Laitila Daniela Westerlund Suvi Hämäläinen Ulla Valtola Sofia Mittentag Oona Kauppi Veera Kauppi Milla Nordlund Emilia Pietilä Natalia Pitkäkangas Julia Saarinen My Kippilä Jenna Saario Miia Maaranen                 | SchwedenEllen Rasmussen Maja Viström Wilma Johansson Matilda Lindgren Mira Markström Nellie Ögren Ida Sundberg Emilie Wibron Moa Andersson Frida Görtz Lisa Carlsson Hanna Nordstrand Lovisa Hedin Ellen Lundin | SchweizLadina Tondury Naja Ritter Laila Ediz Céline Stettler Seraina Fitzi Doris Berger Isabelle Gerig Norina Reusser Nina Metzger Marcia Wick Linn Larsson Anja Wyss Lara Heini Chiara Gredig |

## Spielplan Männer

### Vorrunde

#### Gruppe A
| Pl. | Nation      | Sp. | S | U | N | Tore  | Diff. | Pkt. |
| --- | ----------- | --- | - | - | - | ----- | ----- | ---- |
| 1   | Schweden    | 3   | 3 | 0 | 0 | 26:30 | +23   | 6    |
| 2   | Schweiz     | 3   | 2 | 0 | 1 | 23:11 | +12   | 4    |
| 3   | Lettland    | 3   | 1 | 0 | 2 | 16:13 | +3    | 2    |
| 4   | Philippinen | 3   | 0 | 0 | 3 | 03:41 | –48   | 0    |

| Datum      | Zeit  | Begegnung   | Begegnung | Begegnung   | Ergebnis |
| 6. August  | 11:15 | Lettland    | –         | Schweiz     | 3:4      |
| 7. August  | 09:00 | Lettland    | –         | Philippinen | 12:2     |
| 7. August  | 15:00 | Schweden    | –         | Schweiz     | 8:1      |
| 9. August  | 11:45 | Philippinen | –         | Schweden    | 1:11     |
| 10. August | 15:00 | Schweiz     | –         | Philippinen | 18:0     |
| 10. August | 17:15 | Schweden    | –         | Lettland    | 7:1      |

#### Gruppe B
| Pl. | Nation     | Sp. | S | U | N | Tore  | Diff. | Pkt. |
| --- | ---------- | --- | - | - | - | ----- | ----- | ---- |
| 1   | Finnland   | 3   | 3 | 0 | 0 | 74:30 | +71   | 6    |
| 2   | Tschechien | 3   | 2 | 0 | 1 | 67:90 | +58   | 4    |
| 3   | Kanada     | 3   | 1 | 0 | 2 | 17:54 | –37   | 2    |
| 4   | China      | 3   | 0 | 0 | 3 | 01:93 | –92   | 0    |

| Datum      | Zeit  | Begegnung  | Begegnung | Begegnung  | Ergebnis |
| 6. August  | 13:30 | China      | –         | Finnland   | 0:42     |
| 6. August  | 18:00 | Tschechien | –         | Kanada     | 29:1     |
| 8. August  | 11:45 | Finnland   | –         | Kanada     | 24:1     |
| 8. August  | 17:15 | Tschechien | –         | China      | 42:0     |
| 9. August  | 19:30 | Finnland   | –         | Tschechien | 8:2      |
| 10. August | 19:30 | Kanada     | –         | China      | 15:1     |

### Finalrunde
| Halbfinale                 | Halbfinale                 | Halbfinale                 |                            |                            | Finale                     | Finale           | Finale           |
|                            |                            |                            |                            |                            |                            |                  |                  |
| A1                         | Schweden                   | 5                          |                            |                            |                            |                  |                  |
| B2                         | Tschechien                 | 4                          |                            |                            | Endspiel                   | Endspiel         | Endspiel         |
| 11. August 2025, 13:00 Uhr | 11. August 2025, 13:00 Uhr | 11. August 2025, 13:00 Uhr | A1                         | Schweden                   | 2                          |                  |                  |
|                            |                            |                            |                            | B1                         | Finnland                   | 1                |                  |
| B1                         | Finnland                   | 4                          | 13. August 2025, 15:00 Uhr | 13. August 2025, 15:00 Uhr | 13. August 2025, 15:00 Uhr |                  |                  |
| A2                         | Schweiz                    | 0                          |                            |                            |                            |                  |                  |
| 11. August 2025, 19:00 Uhr | 11. August 2025, 19:00 Uhr | 11. August 2025, 19:00 Uhr |                            |                            | Spiel um Platz 3           | Spiel um Platz 3 | Spiel um Platz 3 |
|                            |                            |                            |                            |                            | B2                         | Tschechien       | 7                |
| A2                         | Schweiz                    | 2                          |                            |                            |                            |                  |                  |
| 13. August 2025, 9:00 Uhr  |                            |                            |                            |                            |                            |                  |                  |
| Spiel um Platz 5           |                            |                            |                            |                            |                            |                  |                  |
| A3                         | Lettland                   | 12                         |                            |                            |                            |                  |                  |
| B3                         | Kanada                     | 3                          |                            |                            |                            |                  |                  |
| 12. August 2025, 19:00 Uhr |                            |                            |                            |                            |                            |                  |                  |
| Spiel um Platz 7           |                            |                            |                            |                            |                            |                  |                  |
| A4                         | Philippinen                | 14                         |                            |                            |                            |                  |                  |
| B4                         | China                      | 0                          |                            |                            |                            |                  |                  |
| 12. August 2025, 10:30 Uhr |                            |                            |                            |                            |                            |                  |                  |

### Abschlussplatzierungen
| Rang | Nation      |
| ---- | ----------- |
| 1    | Schweden    |
| 2    | Finnland    |
| 3    | Tschechien  |
| 4    | Schweiz     |
| 5    | Lettland    |
| 6    | Kanada      |
| 7    | Philippinen |
| 8    | China       |

## Spielplan Frauen

### Vorrunde

#### Gruppe A
| Pl. | Nation   | Sp. | S | U | N | Tore  | Diff. | Pkt. |
| --- | -------- | --- | - | - | - | ----- | ----- | ---- |
| 1   | Schweden | 3   | 3 | 0 | 0 | 43:90 | +34   | 6    |
| 2   | Schweiz  | 3   | 2 | 0 | 1 | 30:10 | +20   | 4    |
| 3   | Slowakei | 3   | 1 | 0 | 2 | 20:23 | –3    | 2    |
| 4   | Thailand | 3   | 0 | 0 | 3 | 03:54 | –51   | 0    |

| Datum      | Zeit  | Begegnung | Begegnung | Begegnung | Ergebnis |
| 6. August  | 09:00 | Thailand  | –         | Schweden  | 2:21     |
| 7. August  | 11:15 | Schweiz   | –         | Slowakei  | 8:2      |
| 8. August  | 15:00 | Schweiz   | –         | Thailand  | 19:1     |
| 9. August  | 09:30 | Slowakei  | –         | Thailand  | 14:0     |
| 9. August  | 15:00 | Schweden  | –         | Schweiz   | 7:3      |
| 10. August | 11:45 | Schweden  | –         | Slowakei  | 15:4     |

#### Gruppe B
| Pl. | Nation     | Sp. | S | U | N | Tore  | Diff. | Pkt. |
| --- | ---------- | --- | - | - | - | ----- | ----- | ---- |
| 1   | Finnland   | 3   | 3 | 0 | 0 | 59:20 | +57   | 6    |
| 2   | Tschechien | 3   | 2 | 0 | 1 | 39:30 | +37   | 4    |
| 3   | Singapur   | 3   | 1 | 0 | 2 | 14:42 | –28   | 2    |
| 4   | Kanada     | 3   | 0 | 0 | 3 | 01:66 | –65   | 0    |

| Datum      | Zeit  | Begegnung  | Begegnung | Begegnung  | Ergebnis |
| 6. August  | 15:45 | Finnland   | –         | Kanada     | 36:0     |
| 6. August  | 20:15 | Tschechien | –         | Singapur   | 21:0     |
| 8. August  | 09:30 | Tschechien | –         | Kanada     | 16:0     |
| 8. August  | 19:30 | Singapur   | –         | Finnland   | 0:20     |
| 9. August  | 17:15 | Finnland   | –         | Tschechien | 3:2      |
| 10. August | 09:30 | Kanada     | –         | Singapur   | 1:14     |

### Finalrunde
| Halbfinale                 | Halbfinale                 | Halbfinale                 |                            |                            | Finale                     | Finale           | Finale           |
|                            |                            |                            |                            |                            |                            |                  |                  |
| A1                         | Schweden                   | 3                          |                            |                            |                            |                  |                  |
| B2                         | Tschechien                 | 1                          |                            |                            | Endspiel                   | Endspiel         | Endspiel         |
| 11. August 2025, 10:30 Uhr | 11. August 2025, 10:30 Uhr | 11. August 2025, 10:30 Uhr | A1                         | Schweden                   | 1                          |                  |                  |
|                            |                            |                            |                            | B1                         | Finnland                   | 2                |                  |
| B1                         | Finnland                   | 5                          | 13. August 2025, 17:45 Uhr | 13. August 2025, 17:45 Uhr | 13. August 2025, 17:45 Uhr |                  |                  |
| A2                         | Schweiz                    | 1                          |                            |                            |                            |                  |                  |
| 11. August 2025, 16:30 Uhr | 11. August 2025, 16:30 Uhr | 11. August 2025, 16:30 Uhr |                            |                            | Spiel um Platz 3           | Spiel um Platz 3 | Spiel um Platz 3 |
|                            |                            |                            |                            |                            | B2                         | Tschechien       | 3                |
| A2                         | Schweiz                    | 4                          |                            |                            |                            |                  |                  |
| 13. August 2025, 11:30 Uhr |                            |                            |                            |                            |                            |                  |                  |
| Spiel um Platz 5           |                            |                            |                            |                            |                            |                  |                  |
| A3                         | Slowakei                   | 13                         |                            |                            |                            |                  |                  |
| B3                         | Singapur                   | 2                          |                            |                            |                            |                  |                  |
| 12. August 2025, 16:30 Uhr |                            |                            |                            |                            |                            |                  |                  |
| Spiel um Platz 7           |                            |                            |                            |                            |                            |                  |                  |
| A4                         | Thailand                   | 7                          |                            |                            |                            |                  |                  |
| B4                         | Kanada                     | 4                          |                            |                            |                            |                  |                  |
| 12. August 2025, 13:00 Uhr |                            |                            |                            |                            |                            |                  |                  |

### Abschlussplatzierungen
| Rang | Nation     |
| ---- | ---------- |
| 1    | Finnland   |
| 2    | Schweden   |
| 3    | Schweiz    |
| 4    | Tschechien |
| 5    | Slowakei   |
| 6    | Singapur   |
| 7    | Thailand   |
| 8    | Kanada     |